# European Son
European Son è un brano musicale dei The Velvet Underground, registrato nel 1966 e pubblicato l'anno dopo nell'LP d'esordio del gruppo, The Velvet Underground & Nico. 

## Storia
Accreditata a tutti i componenti del gruppo, Reed scrisse il brano della canzone come omaggio all'amico poeta Delmore Schwartz, che l'aveva influenzato in gioventù.  
Inizialmente infatti il brano si intitolava "European Son to Delmore Schwartz" ma dagli anni ottanta il titolo venne modificato nelle nuove ristampe dell'album.
La canzone chiude l'album The Velvet Underground & Nico e, dopo un breve testo cantato da Reed, si presenta come una lunga cacofonia di oltre sette minuti, costruita sui feedback e sulle distorsioni chitarristiche, sorretta dal ritmo ossessivo e tribale della batteria di Maureen Tucker. Secondo Piero Scaruffi, lo stile del brano sarebbe ispirato al free jazz di Ornette Coleman.